# سیارک ۱۳۴۱
سیارک ۱۳۴۱ (به انگلیسی: 1341 Edmee، نامگذاری:1935BA) هزار و سیصد و چهل و یکمین سیارک کشف شده‌است که در ۲۷ ژانویه ۱۹۳۵ کشف شد.
قدر مطلق سیارک برابر ۱۰٫۵۸ است.